# Koppenbergcross 2013
De 24e editie van de Koppenbergcross in Melden werd gehouden op vrijdag 1 november 2013. De wedstrijd maakte deel uit van de bpost bank trofee 2013-2014. De titelverdediger was Sven Nys uit Belgie. Dit jaar won zijn landgenoot Tom Meeusen. 

## Mannen elite

### Uitslag
| Plaats | Naam                | Ploeg                        | Tijd   |
| ------ | ------------------- | ---------------------------- | ------ |
| 1      | Tom Meeusen         | Telenet-Fidea                | 59'56" |
| 2      | Kevin Pauwels       | Sunweb-Napoleon Games        | + 2"   |
| 3      | Klaas Vantornout    | Sunweb-Napoleon Games        | + 5"   |
| 4      | Philipp Walsleben   | BKCP-Powerplus               | + 9"   |
| 5      | Sven Nys            | Crelan-Euphony               | + 10"  |
| 6      | Rob Peeters         | Telenet-Fidea                | + 24"  |
| 7      | Corné van Kessel    | Telenet-Fidea                | + 25"  |
| 8      | Niels Albert        | BKCP-Powerplus               | z.t.   |
| 9      | Thijs van Amerongen | AA Drink                     | + 40"  |
| 10     | Julien Taramarcaz   | BMC Mountainbike Racing Team | + 45"  |
| 11     | 0                   |                              |        |
| 12     | 0                   |                              |        |
| 13     | 0                   |                              |        |
| 14     | 0                   |                              |        |
| 15     | 0                   |                              |        |

| Pos. | Punten |
| ---- | ------ |
| 1    | 80     |
| 2    | 60     |
| 3    | 40     |
| 4    | 30     |
| 5    | 25     |
| 6    | 20     |
| 7    | 17     |
| 8    | 15     |
| 9    | 12     |
| 10   | 10     |
| 11   | 8      |
| 12   | 5      |
| 13   | 4      |
| 14   | 2      |
| 15   | 1      |

1988 ·  
1989 ·  
1990 ·  
1991 ·  
1992 · 
1993 · 
1994 · 
1995 ·
1996 · 
1997 · 
1998 · 
1999 (januari) · 
1999 (november) · 
2000 · 
2001 · 
2002 · 
2003 · 
2004 · 
2005 · 
2006 · 
2007 · 
2008 · 
2009 · 
2010 · 
2011 · 
2012 · 
2013 ·  
2014 ·  
2015 · 
2016 · 
2017 · 
2018 · 
2019 · 
2020 · 
2021 · 
2022 · 
2023 · 
2024 · 
2025
 GP Mario De Clercq · 
 Koppenbergcross · 
 GP van Hasselt · 
 GP Rouwmoer · 
 Azencross · 
 GP Sven Nys · 
 Krawatencross ·
 Internationale Sluitingsprijs